# Politechnika Singapurska
Politechnika Singapurska (SP) (ang. Singapore Polytechnic; chiń. 新加坡理工學院) – pierwsza uczelnia techniczna w Singapurze założona w 1954 r.

## Struktura organizacyjna
Na politechnice znajduje się dziewięć szkół i dwa departamenty.

### Departamenty
- Departament Rozwoju Edukacji (Department of Educational Development) – jego misją jest zapewnienie możliwie jak najwyższej jakości nauczania na uczelni. Departament wprowadza innowacje, wspiera inicjatywy oraz zapewnia konsultacje w dziedzinie edukacji z naciskiem na wykorzystywanie w tym celu nowoczesnych technologii.
- Departament Matematyki i Nauki (Department of Mathematics and Science) wydaje certyfikaty w dziedzinach matematycznych i inżynieryjnych oraz dyplomy dla specjalistów z zakresu statystyki, eksploracji danych oraz wsparcia technicznego biznesu.

### Szkoły
- Szkoła Architektury i Urbanistyki (School of Architecture and the Built Environment ABE)
- Szkoła Biznesu Politechniki Singapurskiej (SP Business School <SB>)
- Szkoła Nauk Chemicznych i Biologicznych (School of Chemical and Life Sciences <CLS>)
- Szkoła Komunikacji, Sztuki i Nauk Społecznych (School of Communication, Arts and Social Sciences <CASS>)
- Szkoła Dizajnu Politechniki Singapurskiej (SP Design School <SD>)
- Szkoła Mediów Cyfrowych i Info-komunikacji (School of Digital Media and Infocommunication Technology <DMIT>)
- Szkoła Inżynierii Elektrycznej i Elektronicznej (School of Electrical and Electronics Engineering <EEE>)
- Szkoła Inżynierii Mechanicznej i Powietrznej (School of Mechanical and Aeronautical Engineering <MAE>)
- Singapurska Akademia Morska (Singapore Maritime Academy <SMA>)